# Castello di Corzano
La rocca o castello di Corzano è un rudere di un castello medievale risalente al XII secolo sul colle di Corzano in prossimità del paese di San Piero in Bagno, nella Provincia di Forlì-Cesena.

## Descrizione
Della costruzione originaria rimane una porta ad arco che si affaccia verso l'abitato di Bagno di Romagna, il rudere del maschio, una cisterna e le fondamenta della rocca. La sua posizione, all'incrocio fra le strade che provengono da Forlì (Romipeta) e da Cesena (Sarsinate), ne fecero un maniero di grande importanza strategica.

## Storia
Dell'edificio si trova menzione risalente al 1177 viene menzionato nelle Descriptio Romandiole (1371), fatte stilare dal cardinale Anglic Grimoard de Grisac, fratello del papa Urbano V. La costruzione, che era originariamente un castrum, è posto su un colle circondato da una cinta muraria con all'interno una rocca posta a guardia delle vie di comunicazione della valle del Savio e a difesa del borgo noto come Burgus Sancti Petri, che poi diventerà San Piero, di proprietà dei conti Guidi che dominarono la regione nel tardo 1300.
Nel 1404 Firenze conquista il territorio dell'alta val Savio e l'affida a Gherardo Gambacorti dei Gambacorti; nel 1424 Agnolo della Pergola al soldo del duca di Milano l'espugna dopo un lungo assedio; nel 1453 la popolazione caccia Gambacorti che voleva consegnarlo all'esercito del re Alfonso V d'Aragona e viene sottomesso a Firenze che vi istituisce nel 1454 il "Capitanato della Val di Bagno".
Nel 1527 venne assaltato per rifornirsi di viveri dai Lanzichenecchi, diretto verso Roma per il Sacco di Roma. La rocca venne danneggiata. Nel 1538 venne restaurata. Negli anni successivi però il castello perde la sua importanza divenendo prima un magazzino e poi viene abbandonato quando a San Piero venne costruito un nuovo castello e la rocca di Corzano andò in rovina.
La "Decima" del 1765 lo descrivono come: "un castello rovinato, con Rocca, baluardi, recinto e suoi resedi attorno, con piazzetta e strada in mezzo". Nel 1784 "non è altro che un ammasso di sassi" che la Comunità decide di vendere alla famiglia Angeloni. Nel 1972 il Comune di Bagno di Romagna acquistò i resti per restaurarli (1975).